# Konstantin Issajewitsch Rosenstein
Konstantin Issajewitsch Rosenstein (russisch Константин Исаевич Розенштейн; * 1878 in Odessa; † 1951 in Leningrad) war ein russischer Bauingenieur und Architekt.

## Leben

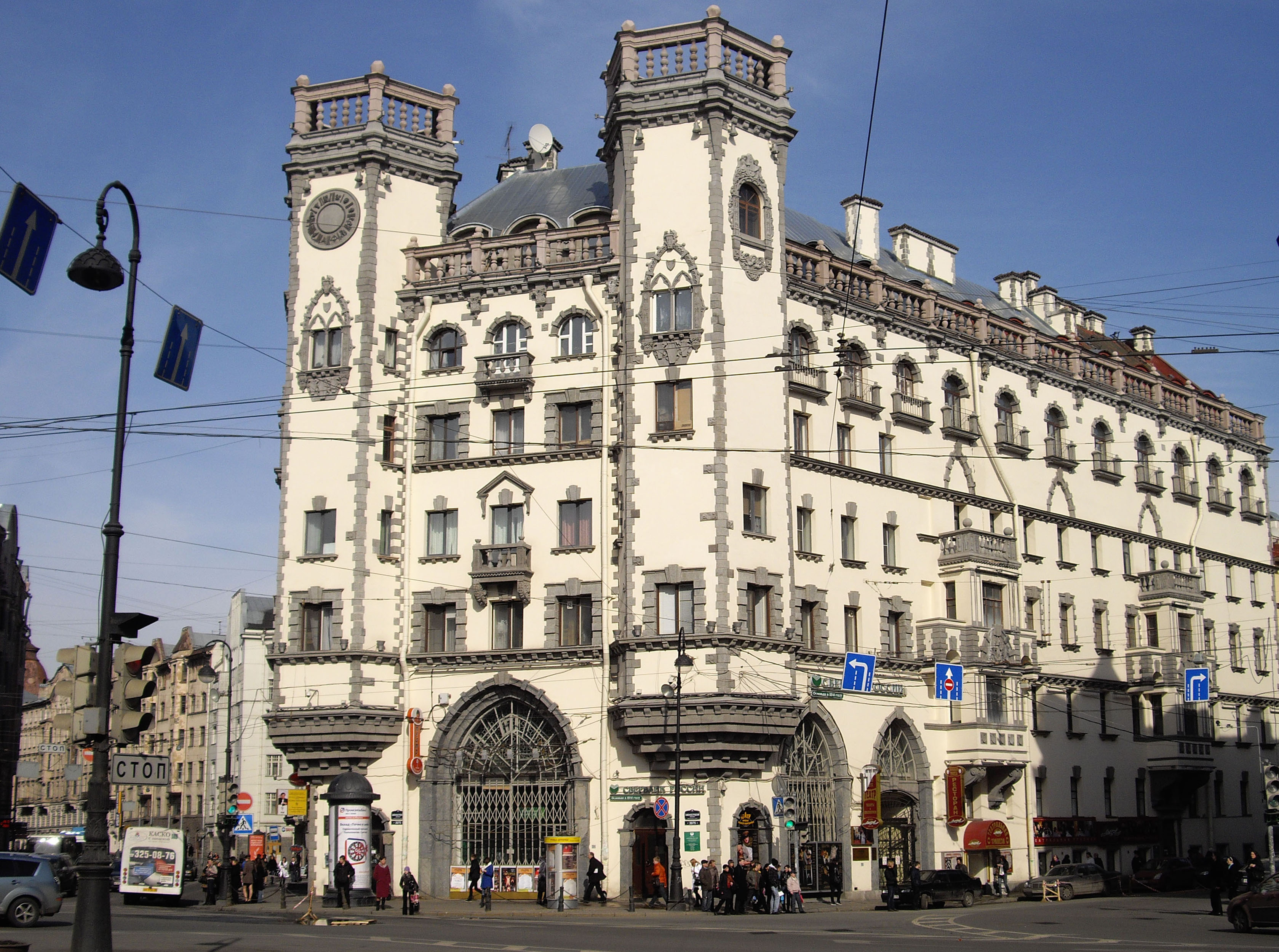
Wohnhaus mit den Türmen am Großen Prospekt der Petrograder Seite Nr. 75 in St. Petersburg

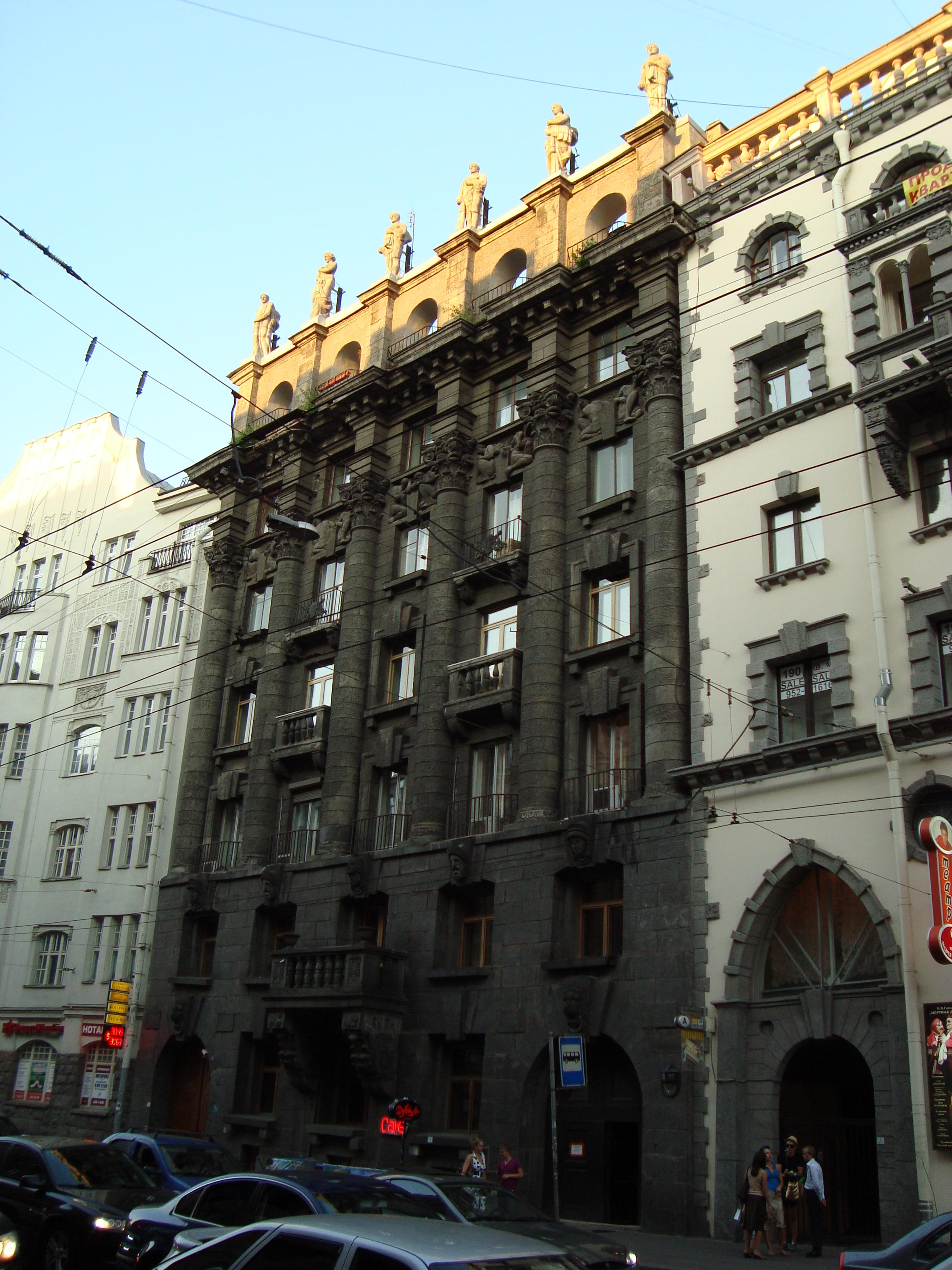
Wohnhaus am Großen Prospekt der Petrograder Seite Nr. 77 in St. Petersburg

Rosenstein, Sohn eines jüdischen Arztes, absolvierte in Odessa die Realschule und studierte dann in St. Petersburg an der Ingenieurshochschule mit Abschluss 1903. Darauf wurde er Mitarbeiter der russisch-schwedischen Betonrohr-Fabrik Andrei Ellers. Für die Internationale Kunst- und Industrie-Ausstellung 1908 in St. Petersburg baute er den Firmenpavillon aus Betonrohren auf der Kamenni Ostrow (Steininsel).
1906–1908 erstellte Rosenstein drei Wohnhäuser an verschiedenen Straßen in St. Petersburg. 1908 erlangte er von der St. Petersburger Stadt-Duma die Konzession für die Anlage einer neuen Straße, den Großen Prospekt auf der Petrograder Seite. Das Gelände teilte er in 10 Teile auf für den Bau von Wohnhäusern mit Verpflichtung der künftigen Eigentümer auf den einheitlichen Charakter der Straße. Für die Fassadengestaltung seiner eigenen Häuser Nr. 75 und 77 engagierte er den Architekten A. J. Belogrud, während er die Bauingenieursleistungen selbst übernahm (1912–1915). Dementsprechend baute er 1910–1911 das Haus Nr. 81 für D. M. Gontscharow zusammen mit A. J. Rodionow.
Nach der Oktoberrevolution projektierte Rosenstein die Städte Chibinogorsk und Podporoschje sowie Industrie-Wohnungsquartiere. In den 1930er Jahren arbeitete er als Architekt des GOMS-Konzerns, der Kameras und optische Geräte herstellte.
Rosenstein wurde auf dem Serafimow-Friedhof in Leningrad begraben.